# Kara (Togo)
Kara, auch Lama-Kara, ist die drittgrößte Stadt Togos und Hauptstadt der gleichnamigen Region Kara. In Kara leben ungefähr 104.207 Menschen. Die Stadt liegt an dem gleichnamigen Fluss.
Kara ist wirtschaftliches Zentrum der Region Kara, besonders unter der Regierungszeit des langjährigen togoischen Diktators Gnassingbé Eyadéma wurden die hier lebenden Kabiyé und die Region besonders gefördert. Kara wurde zu einem wichtigen Verwaltungs- und Wirtschaftszentrum des nördlichen Togo ausgebaut.
Seit 2004 ist Kara Standort der Université de Kara, der zweiten Universität Togos, an der zurzeit ca. 1500 Studenten eingeschrieben sind.
Die Stadt ist seit 1994 Sitz des römisch-katholischen Bistums Kara.
Wichtigster Fußballclub Karas ist ASKO Kara, welcher 1988 und 1989, 1996 sowie zuletzt 2007 die togoische Meisterschaft gewinnen konnte.